# Sommer-Paralympics 2008/Teilnehmer (Äthiopien)
| stlisierte Goldmedaille | stlisierte Silbermedaille | stlisierte Bronzemedaille |
| ----------------------- | ------------------------- | ------------------------- |
| —                       | —                         | —                         |

Äthiopien nahm mit zwei Athleten an den Sommer-Paralympics 2008 im chinesischen Peking teil. Fahnenträger beim Einzug der Mannschaft war der Läufer Tesfalem Gebru Kebede. Ein Medaillenerfolg Äthiopiens blieb jedoch aus.

## Teilnehmer nach Sportart

### Leichtathletik
Männer
- Tesfalem Gebru Kebede
- Ferej Mohammed Hibu